# Grotta di San Cleto
La grotta di San Cleto è una cisterna di epoca romana, volgarmente chiamata grotta, situata nell'ipogeo della chiesa del Purgatorio di Ruvo di Puglia.

## Storia
La fonte più antica che ne attesta la presenza risale al 1729 ma è possibile identificare questa cripta con una cisterna di età romana, guardando alle tecniche di realizzazione ed ai materiali usati (gli stessi che connotano cisterne romane ben più famose). Questa cisterna fu costruita nella parte più alta della collina della Ruvo romana e probabilmente era utilizzata o per l'approvvigionamento idrico della città o per rifornire un vicino impianto termale.
Ben presto però questo luogo divenne rifugio per perseguitati e per i primi cristiani ruvestini, come dimostrato dall'esistenza di numerosissimi cunicoli utili per la fuga. La tradizione infatti vuole che san Pietro, avendo la necessità di costituire un nucleo cristiano stabile a Ruvo, creò vescovo san Cleto, futuro terzo papa. Il primo vescovo di Ruvo dunque avrebbe riunito i suoi fedeli all'interno di questa grotta per svolgere le varie celebrazioni sacre. Tuttavia non è certo che san Cleto sia stato il primo vescovo di Ruvo, poiché è storicamente accertato che la diocesi di Ruvo sia stata fondata nell'XI secolo ed il primo vescovo sia stato Gioacchino de Zonicis, eletto nel 1090. La diffusione della leggenda di un san Cleto fondatore della diocesi ruvestina deriverebbe dalla volontà del papato in età normanna di ricondurre all'ortodossia le chiese greche del sud, stabilendo un diretto e antico legame con la chiesa romana.
In seguito nel XVI secolo fu costruita la chiesa della Madonna del Suffragio al di sopra della cisterna e nello stesso periodo sorse la confraternita di san Cleto con sede nel suddetto tempio. Nel Seicento fu poi costruita anche la chiesa di san Michele Arcangelo (ma dedicata al culto delle anime del Purgatorio) accanto a quella dedicata alla Madonna del Suffragio. Le due chiese furono poi unite in due sole navate, dando vita alla chiesa del Purgatorio.

## Descrizione
La cisterna è stata scavata nella pietra e nel tufo e si giunge ad essa scendendo ventinove gradini, ai quali si accede da una porta presente sulla facciata posteriore della chiesa del Purgatorio. La cripta è lunga 20.50 m, larga 4.40 m ed alta 3.30 m e presenta una pianta rettangolare e longitudinale, scandita da cinque pilastri in pietra e tufo dei quali l'ultimo è stato demolito in epoca remota anche se sono ancora evidenti i solchi lasciati nel soffitto. L'area di culto si identifica con l'ultimo ambiente della cisterna nel quale sono presenti due fonti battesimali e una statua di san Cleto, seduto e vestito da pontefice, scolpita direttamente nella pietra del secondo pilastro. Su una parete della grotta è possibile leggere il graffito a carattere gotico:

## L'ipogeo
In seguito al terremoto di San Giuliano di Puglia del 2002, la navata dedicata a san Cleto della chiesa del Purgatorio riportò danni rilevanti, conseguendo lo stato di inagibilità. I lavori di restauro della chiesa furono iniziati nel 2003 e durante le operazioni di ripristino furono scoperti alcuni ambienti sotterranei comunicanti con la grotta di san Cleto. Conclusi nel 2006 i lavori di restauro della chiesa, le opere continuarono nel sottosuolo riportando alla luce tre camere funerarie appartenenti alla confraternita del Purgatorio e chiuse in seguito all'editto di Saint Cloud del 1804. Nelle operazioni di scavo furono scoperte altre stanze di epoca romana che componevano l'impianto termale che si serviva della suddetta cisterna, poi divenuta luogo di culto. L'ipogeo e la grotta di san Cleto sono stati riaperti al pubblico il 26 aprile 2011, a conclusione dei lavori di restauro.